# Scincinae
Scincinae zijn een onderfamilie van hagedissen uit de familie skinken (Scincidae).

## Naam en indeling
De wetenschappelijke naam van de groep werd voor het eerst voorgesteld door John Edward Gray in 1825. Er zijn 292 soorten in 35 geslachten. Zeven geslachten zijn monotypisch en worden slechts vertegenwoordigd door één enkele soort. 

## Uiterlijke kenmerken
De verschillende soorten hebben een variabel uiterlijk; van typisch hagedis-achtig met duidelijk ontwikkelde poten tot meer slangachtig zonder poten. Er is een grote variatie in de ontwikkeling van de ledematen, soms zelfs binnen een enkel geslacht. Zo ontbreken soms de voorpoten, is het aantal vingers of tenen gereduceerd of zijn de poten veranderd in kleine, flap-achtige uitsteeksels. De staart is vaak langer dan het lichaam.
De meeste soorten hebben gladde schubben maar ook ruwe tot gekielde schubben komen voor. 

## Verspreiding en habitat
De Scincinae komen vrijwel wereldwijd voor; Azië, Afrika, Noord- en Zuid-Amerika, het Midden-Oosten en zuidelijke delen van Europa. De meeste soorten zijn bodembewoners die veel graven en voorkomen in zanderige gebieden. 

## Geslachten
De onderfamilie bevat de volgende geslachten, met de auteur en het verspreidingsgebied.
| Naam                                  | Aantal soorten | Auteur                                        | Verspreidingsgebied |
| ------------------------------------- | -------------- | --------------------------------------------- | --- |
| Amphiglossus                          | 2              | Duméril & Bibron, 1839                        | Madagaskar |
| Ateuchosaurus                         | 2              | Gray, 1845                                    | China, Japan, Vietnam |
| Barkudia                              | 2              | Annandale, 1917                               | India |
| Brachymeles                           | 41             | Duméril & Bibron, 1839                        | Filipijnen, Maleisië, Thailand |
| Brachyseps                            | 8              | Chatrou, Erens, Aurélien, Glaw & Vences, 2017 | Madagaskar |
| Parelskinken (Chalcides)              | 32             | Laurenti, 1768                                | Algerije, Benin, Burkina Faso, Canarische Eilanden, Djibouti, Egypte, Eritrea, Ethiopië, Frankrijk, Gambia, Ghana, Griekenland, Guinee-Bissau, India, Irak, Iran, Israël, Italië, Jemen, Jordanië, Kenia, Libanon, Libië, Mali, Malta, Marokko, Mauritanië, Niger, Nigeria, Oman, Pakistan, Portugal, Saoedi-Arabië, Senegal, Soedan, Somalië, Spanje (inclusief Gibraltar) Sri Lanka, Syrië, Tsjaad, Togo, Tunesië, Turkmenistan, Turkije, Verenigde Arabische Emiraten, Westelijke Sahara |
| Chalcidoseps                          | 1              | Günther, 1872                                 | Sri Lanka |
| Eumeces                               | 6              | Wiegmann, 1834                                | Afghanistan, Algerije, Armenië, Azerbeidzjan, Egypte, Georgië, India, Irak, Iran, Israël, Jordanië, Kirgizië, Libanon, Libië, Oezbekistan, Pakistan, Rusland, Saoedi-Arabië, Syrië, Tadzjikistan, Tunesië, Turkije |
| Eurylepis                             | 2              | Blyth, 1854                                   | Afghanistan, India, Iran, Irak, Jemen, Jordanië, Pakistan, Saoedi-Arabië en Turkmenistan |
| Afrikaanse slanghagedissen (Feylinia) | 6              | Gray, 1845                                    | Angola, Centraal-Afrikaanse Republiek, Congo-Kinshasa, Congo-Brazzaville, Equatoriaal-Guinea, Gabon, Kameroen, Kenia, Oeganda, Nigeria, Sao Tomé en Principe, Tanzania, mogelijk in Kameroen en Sierra Leone |
| Flexiseps                             | 15             | Chatrou, Erens, Aurélien, Glaw & Vences, 2017 | Madagaskar |
| Gongylomorphus                        | 1              | Desjardins, 1831                              | Mascarenen |
| Grandidierina                         | 4              | Mocquard, 1894                                | Madagaskar |
| Hakaria                               | 1              | Steindachner, 1899                            | Socotra |
| Janetaescincus                        | 2              | Greer, 1970                                   | Seychellen |
| Jarujinia                             | 1              | Chan-Ard, Makchai & Cota, 2011                | Thailand |
| Madascincus                           | 12             | Brygoo, 1982                                  | Madagaskar |
| Melanoseps                            | 8              | Boulenger, 1887                               | Angola, Centraal-Afrikaanse Republiek, Congo-Kinshasa, Equatoriaal-Guinea, Gabon, Kameroen, Kenia, Malawi, Mozambique, Tanzania, Zambia |
| Mesoscincus                           | 3              | Griffith, Ngo & Murphy, 2000                  | Belize, Costa Rica, El Salvador, Guatemala, Honduras, Mexico, Nicaragua |
| Nessia                                | 9              | Gray, 1839                                    | Sri Lanka |
| Slangskinken (Ophiomorus)             | 12             | Duméril & Bibron, 1839                        | Afghanistan, Griekenland, India, Iran, Israël, Jordanië, Libanon, Pakistan, Syrië, Turkmenistan, Turkije |
| Pamelaescincus                        | 1              | Boulenger, 1809                               | Seychellen |
| Paracontias                           | 14             | Mocquard, 1894                                | Madagaskar |
| Plestiodon                            | 50             | Bocourt, 1879                                 | Belize, Bermuda, Cambodja, China, Guatemala, Honduras, Japan, Korea, Mexico, Taiwan, Verenigde Staten, Vietnam |
| Proscelotes                           | 3              | de Witte & Laurent, 1943                      | Malawi, Mozambique, Tanzania, Zimbabwe |
| Pseudoacontias                        | 4              | Bocage, 1889                                  | Madagaskar |
| Pygomeles                             | 3              | Grandidier, 1867                              | Madagaskar |
| Scelotes-skinken (Scelotes)           | 22             | Fitzinger, 1826                               | Mozambique, Namibië, Swaziland, Zuid-Afrika |
| Scincopus                             | 1              | Peters, 1864                                  | Algerije, Tsjaad, Libië, Mali, Marokko, Mauritanië, Niger, Sudan en Tunesië |
| Zandskinken (Scincus)                 | 4              | Laurenti, 1768                                | Algerije, Bahrein, Egypte, Irak, Iran, Israël, Jemen, Jordanië, Koeweit, Libië, Mali, Mauritanië, Marokko, Niger, Nigeria, Oman, Pakistan, Qatar, Saoedi-Arabië, Senegal, Soedan, Syrië, Tunesië, Verenigde Arabische Emiraten |
| Scolecoseps                           | 4              | Loveridge, 1920                               | Tanzania, Mozambique |
| Sepsina                               | 5              | Bocage, 1866                                  | Angola, Congo-Kinshasa, Malawi, Namibië, Tanzania, Zambia |
| Sepsophis                             | 1              | Beddome, 1870                                 | India |
| Typhlacontias                         | 7              | Bocage, 1873                                  | Angola, Botswana, Namibië, Tanzania, Zambia, Zimbabwe, Zuid-Afrika |
| Voeltzkowia                           | 3              | Boettger, 1893                                | Madagaskar |